# Liste des cratères de Mercure

Cartographie des cratères nommés de Mercure.

Voici la liste des cratères de Mercure. 
Le nombre de cratères nommés sur la planète s'élève à 444 au 7 février 2025. Chaque cratère porte le nom d'un écrivain ou d'un artiste célèbre.
- Haut – A
- B
- C
- D
- E
- F
- G
- H
- I
- J
- K
- L
- M
- N
- O
- P
- Q
- R
- S
- T
- U
- V
- W
- X
- Y
- Z

## A
| Nom              | Éponyme               | Coordonnées | Coordonnées | Diamètre de l'impact (km) |
| ---------------- | --------------------- | ----------- | ----------- | ------------------------- |
| Abedin           | Zainul Abedin         | 62° 13′ N   | 11° 06′ W   | 116,23                    |
| Abu Nuwas        | Aboû Nouwâs           | 17° 24' N   | 20° 24' W   | 117                       |
| Africanus Horton | Africanus Horton (en) | 51° 30' S   | 42° 12' W   | 140                       |
| Ahmad Baba       | Ahmad Baba            | 58° 30' N   | 126° 48' W  | 126                       |
| Ailey            | Alvin Ailey           | 45° 58' N   | 177° 92' E  | 23                        |
| Aksakov          | Sergueï Aksakov       | 34° 71' N   | 78° 74' W   | 174                       |
| Akutagawa        | Ryūnosuke Akutagawa   | 48° 25' N   | 141° 09' W  | 106                       |
| Al-Akhtal        | Al-Akhtal             | 59° 12' N   | 97° 00' W   | 94,29                     |
| Al-Hamadhani     | Al-Hamadhani          | 38° 48' N   | 89° 42' W   | 164                       |
| Al-Jahiz         | Al-Jahiz              | 1° 12' N    | 21° 30' W   | 83                        |
| Alencar          | José de Alencar       | 63° 30' S   | 103° 30' W  | 106                       |
| Alver            | Betti Alver           | 66° 97' S   | 77° 25' E   | 151,49                    |
| Amaral           | Tarsila do Amaral     | 26° 24' S   | 242° 18' W  | 105                       |
| Amru Al-Qays     | Imrou'l Qays          | 12° 18' N   | 175° 36' W  | 47                        |
| Andal            | Andal                 | 47° 42' S   | 37° 42' W   | 109                       |
| Aneirin          | Aneirin               | 27° 47' S   | 02° 68' W   | 467                       |
| Angelou          | Maya Angelou          | 80° 32' N   | 66° 71' W   | 18                        |
| Anguissola       | Sofonisba Anguissola  | 80° 69' N   | 217° 35' W  | 35,41                     |
| Anyte            | Anytè                 | 79° 5' N    | 210° 67' W  | 20,92                     |
| Apollodorus      | Apollodore de Damas   | 30° 36' N   | 197° 00' W  | 41,5                      |
| Aristoxenus      | Aristoxène            | 82° 00' N   | 11° 24' W   | 52,14                     |
| Asawa            | Ruth Asawa            | 27° 26' N   | 315° 28' W  | 130                       |
| Aśvaghosa        | Ashvagosha            | 10° 24' N   | 21° 00' W   | 88                        |
| Atget            | Eugène Atget          | 25° 36' N   | 193° 54' W  | 100                       |

## B
| Nom          | Éponyme                              | Coordonnées | Coordonnées | Diamètre de l'impact (km) |
| ------------ | ------------------------------------ | ----------- | ----------- | ------------------------- |
| Bach         | Johann Sebastian Bach                | 68° 30' S   | 103° 24' W  | 214,29                    |
| Bagryana     | Elisaveta Bagriana                   | 3° 89' S    | 283° 73' W  | 101                       |
| Balagtas     | Francisco Balagtas                   | 22° 36' S   | 13° 42' W   | 104                       |
| Balanchine   | George Balanchine                    | 38° 47' N   | 175° 52' E  | 38                        |
| Balzac       | Honoré de Balzac                     | 10° 18' N   | 144° 6' W   | 67                        |
| Baranauskas  | Antanas Baranauskas (en)             | 50° 71' N   | 39° 67' W   | 36                        |
| Barma        | Postnik Yakovlev                     | 41° 18' S   | 162° 48' W  | 123                       |
| Barney       | Natalie Clifford Barney              | 11° 69' S   | 59° 71' E   | 29                        |
| Bartók       | Béla Bartók                          | 29° 36' S   | 134° 36' W  | 118                       |
| Bashō        | Matsuo Bashō                         | 32° 42' S   | 169° 42' W  | 75                        |
| Bechet       | Sidney Bechet                        | 83° 8' N    | 93° 66' W   | 17,6                      |
| Beckett      | Clarice Beckett                      | 40° 6' S    | 248° 48' W  | 60                        |
| Beethoven    | Ludwig van Beethoven                 | 20° 48' S   | 123° 36' W  | 630                       |
| Bek          | Bak                                  | 21° 18' N   | 50° 92' W   | 32                        |
| Belinskij    | Vissarion Belinski                   | 76° 00' S   | 103° 24' W  | 70,67                     |
| Bellini      | Giovanni Bellini                     | 33° 77' S   | 272° 83' W  | 45                        |
| Bello        | Andrés Bello                         | 18° 54' S   | 120° 00' W  | 139                       |
| Benoit       | Rigaud Benoit                        | 7° 48' N    | 104° 35' E  | 40                        |
| Berkel       | Sabri Berkel (en)                    | 13° 73' S   | 26° 81' E   | 23                        |
| Berlioz      | Hector Berlioz                       | 79° 33' N   | 38° 83' E   | 31,44                     |
| Bernini      | Gianlorenzo Bernini                  | 80° 32' S   | 140° 97' W  | 168,13                    |
| Berry        | Chuck Berry                          | 70° 57' N   | 247° 27' W  | 25                        |
| Bilokur      | Kateryna Bilokour                    | 0° 79' S    | 108° 33' W  | 67                        |
| Bjornson     | Bjørnstjerne Bjørnson                | 73° 11' N   | 113° 99' W  | 75,93                     |
| Boccaccio    | Giovanni Boccaccio                   | 80° 42' S   | 29° 48' W   | 151,95                    |
| Boethius     | Boèce                                | 0° 54' S    | 73° 18' W   | 114                       |
| Botticelli   | Sandro Botticelli                    | 63° 42' N   | 109° 36' W  | 136,35                    |
| Boznańska    | Olga Boznańska                       | 59° 64' N   | 40° 75' W   | 72                        |
| Brahms       | Johannes Brahms                      | 58° 30' N   | 176° 12' W  | 100                       |
| Bramante     | Donato Bramante                      | 47° 30' S   | 61° 48' W   | 156                       |
| Brontë       | La famille Brontë                    | 38° 42' N   | 125° 54' W  | 68                        |
| Brooks       | Gwendolyn Brooks                     | 45° 22' S   | 168° 02' W  | 34                        |
| Bruegel      | Pieter Brueghel l'Ancien             | 49° 48' N   | 107° 30' W  | 72                        |
| Brunelleschi | Filippo Brunelleschi                 | 8° 94' S    | 22° 51' W   | 128,57                    |
| Bulsara      | Freddie Mercury (né Farrokh Bulsara) | 34° 16' S   | 300° W      | 110                       |
| Bunin        | Ivan Bounine                         | 84° 47' N   | 141° 76' W  | 37                        |
| Burke        | Billie Burke                         | 85° 91' N   | 171° 56' W  | 28.5                      |
| Burns        | Robert Burns                         | 54° 24' N   | 115° 42' W  | 43                        |
| Byron        | George Gordon Byron                  | 8° 30' S    | 32° 42' W   | 106,58                    |

## C
| Nom          | Éponyme                  | Coordonnées | Coordonnées | Diamètre de l'impact (km) |
| ------------ | ------------------------ | ----------- | ----------- | ------------------------- |
| Calder       | Alexander Calder         | 3° 51' N    | 12° 75' E   | 24                        |
| Callicrates  | Callicratès              | 66° 18' S   | 32° 36' W   | 68                        |
| Calvino      | Italo Calvino            | 3° 99' S    | 56° 03' W   | 67                        |
| Camões       | Luís de Camões           | 70° 36' S   | 69° 36' W   | 70                        |
| Canova       | Antonio Canova           | 25° 60' N   | 3° 71' W    | 46                        |
| Capote       | Truman Capote            | 21° 10' S   | 72° 41' E   | 88                        |
| Caravaggio   | Le Caravage              | 3° 18' N    | 87° 24' E   | 185                       |
| Carducci     | Giosuè Carducci          | 36° 36' S   | 89° 54' W   | 108,19                    |
| Carleton     | William Carleton (en)    | 52° 20' S   | 306° 60' W  | 177                       |
| Carolan      | Turlough O'Carolan       | 83° 88' N   | 31° 77' E   | 24,34                     |
| Caruso       | Enrico Caruso            | 2° 33' S    | 76° 36' W   | 31                        |
| Carvalho     | Beth Carvalho            | 26° 82' N   | 51° 61' W   | 90                        |
| Castiglione  | Giuseppe Castiglione     | 40° 87' S   | 87° 96' E   | 80                        |
| Catullus     | Catulle                  | 21° 90' N   | 67° 55' W   | 100,2                     |
| Cervantes    | Miguel de Cervantes      | 74° 36' S   | 122° 00' W  | 213,16                    |
| Cézanne      | Paul Cézanne             | 8° 30' S    | 123° 24' W  | 67                        |
| Chaikovskij  | Piotr Ilitch Tchaïkovski | 7° 24' N    | 50° 24' W   | 171                       |
| Chao Meng-Fu | Zhao Mengfu              | 87° 18' S   | 134° 12' W  | 140,73                    |
| Chekhov      | Anton Tchekhov           | 36° 12' S   | 61° 30' W   | 194                       |
| Chesterton   | G. K. Chesterton         | 88° 51' N   | 126° 90' W  | 37,23                     |
| Chiang K'ui  | Jiang Kui                | 13° 48' N   | 102° 42' W  | 41                        |
| Chŏng Ch'ŏl  | Jeong Cheol              | 46° 24' N   | 116° 12' W  | 143                       |
| Chopin       | Frédéric Chopin          | 65° 6' S    | 123° 6' W   | 131                       |
| Chu Ta       | Zhu Da                   | 2° 12' N    | 105° 6' W   | 100                       |
| Codesido     | Julia Codesido (en)      | 68° 12' S   | 206° 99' W  | 64                        |
| Coleridge    | Samuel Taylor Coleridge  | 55° 54' S   | 66° 42' W   | 112                       |
| Copland      | Aaron Copland            | 37° 63' N   | 72° 99' E   | 208                       |
| Copley       | John Singleton Copley    | 38° 24' S   | 85° 12' W   | 34                        |
| Couperin     | François Couperin        | 29° 48' N   | 151° 24' W  | 80                        |
| Cunningham   | Imogen Cunningham        | 30° 30' N   | 203° 12' W  | 37                        |

## D
| Nom         | Éponyme                | Coordonnées | Coordonnées | Diamètre de l'impact (km) |
| ----------- | ---------------------- | ----------- | ----------- | ------------------------- |
| Dali        | Salvador Dalí          | 45° 18' N   | 240° 36' W  | 176                       |
| Damer       | Anne Seymour Damer     | 36° 36' N   | 115° 81' W  | 60                        |
| Darío       | Rubén Darío            | 26° 30' S   | 10° 00' W   | 151                       |
| David       | Jacques-Louis David    | 17° 66' S   | 67° 87' E   | 23                        |
| Debussy     | Claude Debussy         | 33° 95' S   | 12° 54' E   | 81                        |
| Degas       | Edgar Degas            | 37° 24' N   | 126° 24' W  | 54                        |
| de Graft    | Joe de Graft (en)      | 22° 05' N   | 1° 89' E    | 68                        |
| Delacroix   | Eugène Delacroix       | 44° 42' S   | 129° 00' W  | 158                       |
| Derain      | André Derain           | 9° 0' S     | 19° 70' E   | 167                       |
| Derzhavin   | Gavril Derjavine       | 44° 54' N   | 35° 18' W   | 156                       |
| Despréz     | Josquin des Prés       | 80° 48' N   | 90° 42' W   | 47,05                     |
| Dickens     | Charles Dickens        | 72° 54' S   | 153° 18' W  | 77,31                     |
| Disney      | Walt Disney            | 68° 15' S   | 99° 80' E   | 113                       |
| Dominici    | Maria de Dominici      | 1° 29' N    | 36° 49' W   | 20                        |
| Donelaitis  | Kristijonas Donelaitis | 52° 92' S   | 38° 42' E   | 85                        |
| Donne       | John Donne             | 2° 48' N    | 13° 48' W   | 86                        |
| Dostoevskij | Fiodor Dostoïevski     | 45° 6' S    | 176° 24' W  | 430,06                    |
| Dowland     | John Dowland           | 53° 30' S   | 179° 30' W  | 158                       |
| Driscoll    | Clara Driscoll         | 30° 58' N   | 33° 58' W   | 30                        |
| Duccio      | Duccio di Buoninsegna  | 58° 23' N   | 52° 42' W   | 132                       |
| Du Fu       | Du Fu                  | 25° N       | 93° 66' W   | 33                        |
| Dürer       | Albrecht Dürer         | 21° 54' N   | 119° 00' W  | 195                       |
| Dvorák      | Antonín Dvořák         | 9° 36' S    | 11° 54' W   | 75                        |

## E
| Nom         | Éponyme                 | Coordonnées | Coordonnées | Diamètre de l'impact (km) |
| ----------- | ----------------------- | ----------- | ----------- | ------------------------- |
| Eastman     | Charles Eastman         | 9° 52' N    | 125° 76' E  | 67                        |
| Echegaray   | José Echegaray          | 42° 42' N   | 19° 12' W   | 63                        |
| Egonu       | Uzo Egonu               | 67° 15' N   | 61° 48' E   | 25                        |
| Eitoku      | Kano Eitoku             | 22° 6' S    | 156° 54' W  | 100                       |
| El Husseini | Jumana El Husseini (en) | 75° 34' S   | 333° 34' W  | 87                        |
| Ellington   | Duke Ellington          | 12° 88' S   | 26° 10' E   | 216                       |
| Eminescu    | Mihail Eminescu         | 10° 48' N   | 245° 54' W  | 129                       |
| Enheduanna  | Enheduanna              | 48° 34' N   | 33° 59' W   | 105                       |
| Ensor       | James Ensor             | 82° 32' N   | 17° 53' W   | 24,81                     |
| Enwonwu     | Ben Enwonwu             | 10° 01' S   | 121° 96' E  | 38                        |
| Equiano     | Olaudah Equiano         | 40° 12' S   | 30° 42' W   | 102                       |
| Erté        | Erté                    | 27° 44' N   | 117° 33' W  | 48,5                      |

## F
| Nom       | Éponyme                    | Coordonnées | Coordonnées | Diamètre de l'impact (km) |
| --------- | -------------------------- | ----------- | ----------- | ------------------------- |
| Faulkner  | William Faulkner           | 8° 08' N    | 76° 97' E   | 168                       |
| Fet       | Afanasy Afanasyevich Fet   | 4° 54' S    | 179° 54' W  | 79                        |
| Firdousi  | Ferdowsi                   | 3° 47' N    | 65° 32' E   | 98                        |
| Flaiano   | Ennio Flaiano              | 21° 29' S   | 76° 73' W   | 43                        |
| Flaubert  | Gustave Flaubert           | 13° 42' S   | 72° 12' W   | 95                        |
| Fonteyn   | Margot Fonteyn             | 32° 82' N   | 95° 51' E   | 29                        |
| Freire    | María Freire (en)          | 73° 36' S   | 214° 46' W  | 51                        |
| Fuller    | Richard Buckminster Fuller | 82° 63' N   | 42° 65' W   | 26,97                     |
| Futabatei | Shimei Futabatei           | 16° 12' S   | 83° 00' W   | 57                        |

## G
| Nom            | Éponyme                    | Coordonnées | Coordonnées | Diamètre de l'impact (km) |
| -------------- | -------------------------- | ----------- | ----------- | ------------------------- |
| Gainsborough   | Thomas Gainsborough        | 35° 73' S   | 175° 48' E  | 95                        |
| Gaudí          | Antoni Gaudí               | 76° 90' N   | 69° 16' E   | 81                        |
| Gauguin        | Paul Gauguin               | 66° 36' N   | 100° 01' W  | 70                        |
| Geddes         | Wilhelmina Geddes          | 27° 17' N   | 29° 72' W   | 84                        |
| Ghiberti       | Lorenzo Ghiberti           | 48° 55' S   | 80° 15' W   | 110                       |
| Giambologna    | Jean Bologne               | 42° 58' S   | 124° 11' W  | 69                        |
| Gibran         | Gibran Khalil Gibran       | 35° 73' N   | 111° 44' W  | 106                       |
| Giotto         | Giotto di Bondone          | 12° 46' N   | 56° 48' W   | 144                       |
| Glinka         | Mikhaïl Glinka             | 14° 83' N   | 112° 55' W  | 89                        |
| Gluck          | Christoph Willibald Gluck  | 37° 95' N   | 18° 78' W   | 100                       |
| Goethe         | Johann Wolfgang von Goethe | 81° 10' N   | 51° 03' W   | 317,17                    |
| Gogol          | Nicolas Gogol              | 28° 26' S   | 147° 46' W  | 79                        |
| Gordimer       | Nadine Gordimer            | 87° 73' N   | 170° 90' W  | 58                        |
| Goya           | Francisco Goya             | 6° 79' S    | 152° 29' W  | 138                       |
| Grainger       | Percy Grainger             | 44° 09' S   | 104° 81' E  | 113                       |
| Grieg          | Edvard Grieg               | 52° 49' N   | 15° 36' W   | 59                        |
| Grotell        | Maija Grotell              | 71° 09' N   | 31° 63' W   | 48,25                     |
| Guido d'Arezzo | Guido d'Arezzo             | 38° 41' S   | 18° 53' W   | 58                        |
| Guinness       | May Guinness               | 15° 79' N   | 266° 28' W  | 97                        |

## H
| Nom         | Éponyme                 | Coordonnées | Coordonnées | Diamètre de l'impact (km) |
| ----------- | ----------------------- | ----------- | ----------- | ------------------------- |
| Hafiz       | Hafez                   | 19° 50' N   | 79° 56' E   | 280                       |
| Halim       | Tahia Halim             | 48° 87' N   | 100° 94' W  | 44                        |
| Hals        | Frans Hals              | 54° 96' S   | 114° 99' W  | 93                        |
| Handel      | Georg Friedrich Haendel | 3° 53' N    | 34° 38' W   | 138                       |
| Han Kan     | Han Gan                 | 72° 13' S   | 146° 40' W  | 50                        |
| Harunobu    | Suzuki Harunobu         | 14° 88' N   | 140° 93' W  | 107                       |
| Hauptmann   | Gerhart Hauptmann       | 23° 70' S   | 179° 59' E  | 118                       |
| Hawthorne   | Nathaniel Hawthorne     | 51° 31' S   | 115° 34' W  | 120                       |
| Haydn       | Franz Joseph Haydn      | 27° 22' S   | 71° 64' W   | 251                       |
| Heaney      | Seamus Heaney           | 33° 77' S   | 237° 71' W  | 125                       |
| Heine       | Heinrich Heine          | 32° 46' N   | 124° 88' W  | 73                        |
| Hemingway   | Ernest Hemingway        | 17° 38' N   | 3° 13' W    | 126                       |
| Henri       | Robert Henri            | 79° 68' N   | 152° 98' E  | 163,8                     |
| Hésiod      | Hésiode                 | 58° 27' S   | 34° 25' W   | 101                       |
| Hiroshige   | Hiroshige               | 13° 34' S   | 26° 96' W   | 138                       |
| Hitomaro    | Kakinomoto no Hitomaro  | 16° 07' S   | 15° 65' W   | 105                       |
| Hodgkins    | Frances Hodgkins        | 29° 12' N   | 17° 97' E   | 19                        |
| Hokusai     | Katsushika Hokusai      | 57° 84' N   | 16° 65' E   | 114                       |
| Holbein     | Hans Holbein le Jeune   | 36° 16' N   | 29° 84' W   | 115                       |
| Holberg     | Ludvig Holberg          | 67° 37' S   | 59° 57' W   | 64                        |
| Holst       | Gustav Holst            | 17° 42' S   | 44° 96' E   | 170                       |
| Homer       | Homère                  | 1° 30' S    | 36° 62' W   | 319                       |
| Hopper      | Edward Hopper           | 12° 44' S   | 55° 96' W   | 36                        |
| Horace      | Horace                  | 69° 34' S   | 50° 02' W   | 56                        |
| Hovnatanian | Hakob Hovnatanian       | 7° 68' S    | 172° 71' E  | 34                        |
| Hugo        | Victor Hugo             | 39° 61' N   | 48° 49' W   | 206                       |
| Hun Kal     | « 20 » en maya          | 0° 47' S    | 19° 93' W   | 1,13                      |
| Hurley      | Frank Hurley            | 87° 36' S   | 6° 99' W    | 67                        |

## I
| Nom       | Éponyme         | Coordonnées | Coordonnées | Diamètre de l'impact (km) |
| --------- | --------------- | ----------- | ----------- | ------------------------- |
| Ibsen     | Henrik Ibsen    | 24° 35' S   | 35° 89' W   | 159                       |
| Ictinus   | Ictinos         | 79° 56' S   | 174° 24' W  | 58                        |
| Imhotep   | Imhotep         | 17° 97' S   | 37° 48' W   | 159                       |
| Ives      | Charles Ives    | 32° 87' S   | 111° 99' W  | 18                        |
| Izquierdo | María Izquierdo | 1° 66' S    | 107° 04 E   | 174                       |

## J
| Nom           | Éponyme              | Coordonnées | Coordonnées | Diamètre de l'impact (km) |
| ------------- | -------------------- | ----------- | ----------- | ------------------------- |
| Janáček       | Leoš Janáček         | 55° 72' N   | 154° 85' W  | 47                        |
| Jiménez       | Juan Ramón Jiménez   | 81° 83' N   | 152° 31' W  | 27                        |
| Jobim         | Antônio Carlos Jobim | 32° 45' N   | 66° 88' W   | 167                       |
| Jókai         | Mór Jókai            | 71° 93' N   | 138° 45' W  | 93                        |
| Joplin        | Scott Joplin         | 38° 56' S   | 25° 51' E   | 139                       |
| Josetsu       | Josetsu              | 83° 58' N   | 134° 93' W  | 30                        |
| Judah Ha-Levi | Juda Halevi          | 10° 79' N   | 108° 01' W  | 85                        |

## K
| Nom             | Éponyme           | Coordonnées | Coordonnées | Diamètre de l'impact (km) |
| --------------- | ----------------- | ----------- | ----------- | ------------------------- |
| Kālidāsā        | Kâlidâsa          | 18° 21' S   | 179° 82' W  | 160                       |
| Kandinsky       | Vassily Kandinsky | 87° 89' N   | 78° 78' E   | 60                        |
| Karsh           | Yousuf Karsh      | 35° 49' S   | 78° 85' E   | 58                        |
| Keats           | John Keats        | 70° 31' S   | 156° 65' W  | 107,85                    |
| Kenkō           | Yoshida Kenkō     | 21° 35' S   | 16° 16' W   | 105                       |
| Kerouac         | Jack Kerouac      | 25° 21' N   | 129° 10' E  | 110                       |
| Kertész         | André Kertész     | 27° 37' N   | 146° 08' W  | 32                        |
| Khansa          | Al Khansa         | 58° 95' S   | 51° 94' W   | 113                       |
| Kipling         | Rudyard Kipling   | 19° 37' S   | 72° 02' E   | 164                       |
| Kirby           | Jack Kirby        | 82° 96' N   | 151° 32' W  | 31                        |
| Kobro           | Katarzyna Kobro   | 82° 16' S   | 81° 22' E   | 54                        |
| Kofi            | Vincent Kofi      | 56° 75' N   | 117° 87' E  | 136                       |
| Komeda          | Krzysztof Komeda  | 82° 74' S   | 90° 47' E   | 54                        |
| Kōshō           | Kōshō             | 59° 93' N   | 139° 87' W  | 64                        |
| Kuan Han-ch'ing | Guan Hanqing      | 29° 44' N   | 53° 67' W   | 143                       |
| Kuiper          | Gerard Kuiper     | 11° 34' S   | 31° 32' W   | 62                        |
| Kulthum         | Oum Kalthoum      | 50° 72' N   | 93° 53' E   | 31                        |
| Kunisada        | Utagawa Kunisada  | 1° 37' N    | 113° 02' W  | 241                       |
| Kuniyoshi       | Utagawa Kuniyoshi | 57° 87' S   | 37° 49' W   | 27                        |
| Kurosawa        | Kinko Kurosawa    | 52° 44' S   | 21° 49' W   | 152                       |
| Kyōsai          | Kawanabe Kyōsai   | 25° 15' N   | 4° 86' E    | 39                        |

## L
| Nom            | Éponyme                  | Coordonnées | Coordonnées | Diamètre de l'impact (km) |
| -------------- | ------------------------ | ----------- | ----------- | ------------------------- |
| Lange          | Dorothea Lange           | 6° 28' N    | 100° 47' E  | 176                       |
| Larrocha       | Alicia de Larrocha       | 43° 29' N   | 69° 83' W   | 196                       |
| Laxness        | Halldór Laxness          | 83° 27' N   | 50° 04' W   | 25,89                     |
| Le Guin        | Ursula K. Le Guin        | 18° 76' S   | 102° 74' W  | 61                        |
| L'Engle        | Madeleine L'Engle        | 86° 63' S   | 69° 62' E   | 62                        |
| Lennon         | John Lennon              | 36° 41' S   | 41° 18' E   | 95                        |
| Leopardi       | Giacomo Leopardi         | 72° 76' S   | 175° 16' E  | 71,45                     |
| Lermontov      | Mikhaïl Lermontov        | 15° 24' N   | 48° 94' W   | 166                       |
| Lessing        | Gotthold Ephraim Lessing | 28° 50' S   | 90° 34' W   | 95                        |
| Liang K'ai     | Liang Kai                | 39° 89' S   | 175° 84' E  | 145                       |
| Li Ch'ing-Chao | Li Qingzhao              | 77° 96' S   | 71° 17' W   | 69                        |
| Li Po          | Li Bai                   | 17° 10' N   | 35° 69' W   | 126                       |
| Lismer         | Arthur Lismer            | 81° 51' N   | 166° 37' E  | 132,12                    |
| Liszt          | Franz Liszt              | 16° 13' S   | 168° 34' W  | 79                        |
| Lorde          | Audre Lorde              | 69° 12' S   | 49° 57' W   | 45                        |
| Lovecraft      | H. P. Lovecraft          | 86° 24' S   | 73° 82' W   | 51,97                     |
| Lucena         | Clemencia Lucena (es)    | 25° 21' S   | 156° 10' W  | 52                        |
| Lu Hsun (en)   | Lu Xun                   | 0° 01' S    | 23° 76' W   | 96                        |
| Lysippus       | Lysippe                  | 1° 03' N    | 23° 76' W   | 155                       |

## M
| Nom          | Éponyme                 | Coordonnées | Coordonnées | Diamètre de l'impact (km) |
| ------------ | ----------------------- | ----------- | ----------- | ------------------------- |
| Ma Chih-Yuan | Ma Zhiyuan              | 60° 01' S   | 78° 01' W   | 197                       |
| Machaut      | Guillaume de Machaut    | 2° 05' S    | 82° 37' W   | 104                       |
| MacNicol     | Bessie MacNicol         | 68° 19' S   | 355° 95' W  | 42                        |
| Magritte     | René Magritte           | 72° 78' S   | 121° 63' E  | 149                       |
| Mahler       | Gustav Mahler           | 19° 68' S   | 18° 82' W   | 104                       |
| Mahsati      | Mahsati Ganjavi         | 39° 57' N   | 250° 29' W  | 79                        |
| Makeba       | Miriam Makeba           | 14° 22' N   | 1° 41' W    | 26                        |
| Manley       | Edna Manley             | 10° 53' S   | 256° 61' W  | 218                       |
| Mansart      | Jules Hardouin-Mansart  | 72° 72' N   | 123° 36' W  | 84,97                     |
| Mansur       | Ustad Mansur            | 47° 41' N   | 163° 61' W  | 95                        |
| March        | Ausiàs March            | 30° 95' N   | 176° 3' W   | 83                        |
| Mark Twain   | Mark Twain              | 10° 91' S   | 138° 28' W  | 142                       |
| Martí        | José Martí              | 75° 96' S   | 168° 26' W  | 69,48                     |
| Martial      | Martial                 | 68° 47' N   | 178° 33' W  | 51                        |
| Martins      | Maria Martins           | 8° S        | 304° 93' W  | 12,4                      |
| Masuka       | Dorothy Masuka          | 32° N       | 70° 24' W   | 38                        |
| Matabei      | Iwasa Matabei           | 39° 85' S   | 14° 05' W   | 24                        |
| Matisse      | Henri Matisse           | 23° 83' S   | 90° 05' W   | 189,04                    |
| Melville     | Herman Melville         | 22° 01' N   | 9° 89' W    | 146                       |
| Mena         | Juan de Mena            | 0° 17' S    | 124° 73' W  | 15                        |
| Mendelssohn  | Félix Mendelssohn       | 70° 07' N   | 257° 45' W  | 291                       |
| Mendes Pinto | Fernão Mendes Pinto     | 61° 65' S   | 17° 57' W   | 192                       |
| Michelangelo | Michelangelo Buonarroti | 44° 92' S   | 109° 78' W  | 230                       |
| Mickiewicz   | Adam Mickiewicz         | 23° 15' N   | 103° 23' W  | 103                       |
| Milton       | John Milton             | 26° 10' S   | 175° 03' W  | 180                       |
| Mistral      | Gabriela Mistral        | 4° 70' N    | 54° 67' W   | 102                       |
| Mofolo       | Thomas Mofolo           | 37° 68' S   | 28° 22' W   | 103                       |
| Molière      | Molière                 | 15° 40' N   | 17° 71' W   | 139                       |
| Monet        | Claude Monet            | 44° 23' N   | 9° 77' W    | 203                       |
| Monk         | Thelonious Monk         | 66° 08' N   | 63° 81' E   | 12                        |
| Monteverdi   | Claudio Monteverdi      | 64° 49' N   | 81° 01' W   | 134                       |
| Moody        | Ronald Moody (en)       | 13° 21' S   | 144° 85' E  | 83                        |
| Morrison     | Toni Morrison           | 79° 66' N   | 232° 57' W  | 35                        |
| Motonobu     | Kanō Motonobu           | 0° 78' N    | 65° 32' W   | 52                        |
| Mozart       | Wolfgang Amadeus Mozart | 7° 75' N    | 169° 41' E  | 241                       |
| Munch        | Edvard Munch            | 40° 48' N   | 152° 82' E  | 57                        |
| Munkácsy     | Mihály Munkácsy         | 21° 95' N   | 101° 14' E  | 193                       |
| Murasaki     | Murasaki Shikibu        | 12° 54' S   | 30° 40' W   | 132                       |
| Mussorgskij  | Modeste Moussorgski     | 32° 82' N   | 97° 65' W   | 115                       |
| Myron        | Myron                   | 71° 21' N   | 84° 86' W   | 25                        |

## N
| Nom       | Éponyme                           | Coordonnées | Coordonnées | Diamètre de l'impact (km) |
| --------- | --------------------------------- | ----------- | ----------- | ------------------------- |
| Nabokov   | Vladimir Nabokov                  | 14° 56' S   | 55° 76' E   | 166                       |
| Nairne    | Carolina Nairne                   | 70° 34' S   | 1° 59' E    | 56                        |
| Namatjira | Albert Namatjira                  | 58° 82' N   | 33° 04' W   | 34                        |
| Nampeyo   | Nampeyo                           | 40° 33' S   | 49° 96' W   | 49                        |
| Nasir     | Sayyid Abdallah bin Ali bin Nasir | 20° 33' S   | 333° 30' W  | 42                        |
| Navoi     | Mir Alicher Navoï                 | 58° 82' N   | 160° 41' E  | 69                        |
| Nāwahī    | Joseph Nāwahī                     | 35° 88' N   | 145° 26' E  | 38                        |
| Neruda    | Pablo Neruda                      | 52° 66' S   | 125° 79' E  | 112                       |
| Nervo     | Amado Nervo                       | 42° 70' N   | 179° 89' W  | 66                        |
| Neumann   | Johann Balthasar Neumann          | 37° 22' S   | 34° 56' W   | 122                       |
| Nizāmī    | Nizami                            | 70° 46' N   | 166° 71' W  | 77                        |
| Nureyev   | Rudolf Noureev                    | 11° 68' N   | 173° 13' W  | 16                        |

## O
| Nom     | Éponyme                  | Coordonnées | Coordonnées | Diamètre de l'impact (km) |
| ------- | ------------------------ | ----------- | ----------- | ------------------------- |
| Ōkyo    | Maruyama Ōkyo            | 70° 05' S   | 74° 66' W   | 66                        |
| Oskison | John Milton Oskison (en) | 60° 36' N   | 125° 24' E  | 122                       |
| Ovid    | Ovide                    | 69° 77' S   | 20° 23' W   | 41                        |

## P
| Nom        | Éponyme               | Coordonnées | Coordonnées | Diamètre de l'impact (km) |
| ---------- | --------------------- | ----------- | ----------- | ------------------------- |
| Pahinui    | Gabby Pahinui         | 28° 16' S   | 213° 21' W  | 54                        |
| Pasch      | Ulrika Pasch          | 46° 12' S   | 134° 75' E  | 37                        |
| Petipa     | Marius Petipa         | 11° 54' N   | 21° 05' E   | 12                        |
| Petőfi     | Sándor Petőfi         | 83° 55' S   | 119° 35' E  | 61                        |
| Petrarch   | Pétrarque             | 30° 52' S   | 26° 29' W   | 167                       |
| Petronius  | Pétrone               | 86° 06' N   | 40° 51' W   | 36                        |
| Phidias    | Phidias               | 8° 97' N    | 149° 73' W  | 168                       |
| Philoxenus | Philoxène de Cythère  | 8° 68' S    | 111° 75' W  | 87                        |
| Piazzolla  | Astor Piazzolla       | 34° 38' N   | 0° 42' W    | 38                        |
| Picasso    | Pablo Picasso         | 3° 44' N    | 50° 24' E   | 134                       |
| Pigalle    | Jean-Baptiste Pigalle | 37° 65' S   | 9° 64' W    | 153                       |
| Plath      | Sylvia Plath          | 37° 86' N   | 38° 84' W   | 35                        |
| Po Chu-I   | Bai Juyi              | 6° 94' S    | 165° 28' W  | 70                        |
| Po Ya      | Bo Ya                 | 45° 92' S   | 20° 17' W   | 101                       |
| Poe        | Edgar Allan Poe       | 43° 76' N   | 159° 10' E  | 77                        |
| Polygnotus | Polygnote             | 0° 13' S    | 69° 26' W   | 124                       |
| Popova     | Lioubov Popova        | 34° 72' S   | 66° 73' W   | 34                        |
| Praxiteles | Praxitèle             | 27° 11' N   | 60° 28' W   | 198                       |
| Price      | Florence Price        | 15° 15' N   | 300° 84' W  | 38                        |
| Prokofiev  | Sergueï Prokofiev     | 85° 77' N   | 62° 92' E   | 112                       |
| Proust     | Marcel Proust         | 19° 56' N   | 47° 59' W   | 145                       |
| Puccini    | Giacomo Puccini       | 65° 39' S   | 45° 32' W   | 76                        |
| Purcell    | Henry Purcell         | 80° 43' N   | 152° 21' W  | 87,67                     |
| Pushkin    | Alexandre Pouchkine   | 65° 79' S   | 20° 73' W   | 232                       |

## Q
| Nom       | Éponyme   | Coordonnées | Coordonnées | Diamètre de l'impact (km) |
| --------- | --------- | ----------- | ----------- | ------------------------- |
| Qi Baishi | Qi Baishi | 4° 31' S    | 164° 37' E  | 15                        |
| Qiu Ying  | Qiu Ying  | 82° 67' N   | 85° 70' W   | 20                        |

## R
| Nom             | Éponyme                       | Coordonnées | Coordonnées | Diamètre de l'impact (km) |
| --------------- | ----------------------------- | ----------- | ----------- | ------------------------- |
| Rabelais        | François Rabelais             | 60° 53' S   | 61° 81' W   | 154                       |
| Rachmaninoff    | Sergueï Rachmaninov           | 27° 66' N   | 57° 37' E   | 305                       |
| Raden Saleh     | Raden Saleh                   | 2° 07' N    | 158° 83' E  | 23                        |
| Raditladi       | Leetile Disang Raditladi (en) | 27° 15' N   | 119° 06' E  | 258                       |
| Rainey          | Ma Rainey                     | 33° 55' S   | 39° 56' W   | 40                        |
| Rajnis          | Janis Rainis                  | 4° 36' N    | 96° 21' W   | 80                        |
| Rameau          | Jean-Philippe Rameau          | 54° 58' S   | 37° 24' W   | 58                        |
| Raphael         | Raffaello Santi               | 20° 42' S   | 76° 35' W   | 342                       |
| Ravel           | Maurice Ravel                 | 12° 01' S   | 38° 19' W   | 78                        |
| Remarque        | Erich Maria Remarque          | 84° 94' N   | 6° 46' W    | 25,9                      |
| Rembrandt       | Rembrandt                     | 32° 89' S   | 87° 87' E   | 716                       |
| Renoir          | Auguste Renoir                | 18° 34' S   | 52° 01' W   | 220                       |
| Repin           | Ilia Répine                   | 19° 12' S   | 63° 33' W   | 95                        |
| Riemenschneider | Tilman Riemenschneider        | 52° 75' S   | 99° 95' W   | 183                       |
| Rikyū           | Sen no Rikyū                  | 79° 91' N   | 22° 74' W   | 22,4                      |
| Rilke           | Rainer Maria Rilke            | 44° 81' S   | 12° 57' W   | 82                        |
| Rimbaud         | Arthur Rimbaud                | 63° 62' S   | 148° 90' W  | 78                        |
| Rivera          | Diego Rivera                  | 69° 29' N   | 32° 18' E   | 40                        |
| Rizal           | José Rizal                    | 82° 48' N   | 146° 98' W  | 64                        |
| Rodin           | Auguste Rodin                 | 21° 72' N   | 18° 89' W   | 230                       |
| Roerich         | Nicolas Roerich               | 84° 39' S   | 58° 94' W   | 111,67                    |
| Rubens          | Pierre Paul Rubens            | 60° 58' N   | 77° 99' W   | 158                       |
| Rublev          | Andrei Roublev                | 15° 12' S   | 157° 08' W  | 129                       |
| Rūdaki          | Roudaki                       | 3° 97' S    | 51° 76' W   | 124                       |
| Rude            | François Rude                 | 33° 22' S   | 79° 29' W   | 68                        |
| Rūmī            | Djalâl ad-Dîn Rûmî            | 24° 20' S   | 105° 30' W  | 75                        |
| Rustaveli       | Chota Roustavéli              | 52° 41' N   | 82° 74' E   | 200                       |
| Ruysch          | Rachel Ruysch                 | 10° 70' S   | 94° 12' E   | 64                        |

## S
| Nom             | Éponyme                                  | Coordonnées | Coordonnées | Diamètre de l'impact (km) |
| --------------- | ---------------------------------------- | ----------- | ----------- | ------------------------- |
| Sadī            | Saadi                                    | 79° 24' S   | 51° 26' W   | 66,54                     |
| Saikaku         | Ihara Saikaku                            | 71° 96' N   | 177° 97' W  | 64                        |
| Sanai           | Sanaï                                    | 13° 37' S   | 6° 99' W    | 490                       |
| Sander          | August Sander                            | 42° 43' N   | 154° 56' E  | 47                        |
| Sapkota         | Mahananda Sapkota (en)                   | 86° 09' N   | 132° 79' W  | 27,4                      |
| Sarmiento       | Domingo Faustino Sarmiento               | 29° 27' S   | 170° 42' E  | 95                        |
| Savage          | Augusta Savage                           | 8° 59' S    | 93° 41' E   | 93                        |
| Sayat-Nova      | Sayat-Nova                               | 27° 98' S   | 122° 70' W  | 146                       |
| Scarlatti       | Domenico Scarlatti, Alessandro Scarlatti | 40° 70' N   | 101° 16' W  | 132                       |
| Schoenberg      | Arnold Schönberg                         | 16° 06' S   | 136° 08' W  | 28                        |
| Schubert        | Franz Schubert                           | 43° 21' S   | 54° 26' W   | 190                       |
| Scopas          | Scopas                                   | 81° 26' S   | 174° 71' E  | 83,16                     |
| Sei             | Sei Shonagon                             | 64° 61' S   | 88° 59' W   | 137                       |
| Seuss           | Dr. Seuss                                | 7° 65' N    | 33° 16' E   | 64                        |
| Shakespeare     | William Shakespeare                      | 48° 10' N   | 152° 25' W  | 399                       |
| Shelley         | Percy Bysshe Shelley                     | 47° 69' S   | 128° 27' W  | 171                       |
| Sher-Gil        | Amrita Sher-Gil                          | 45° 26' S   | 134° 74' E  | 77                        |
| Shevchenko      | Tarass Chevtchenko                       | 53° 64' S   | 46° 02' W   | 143                       |
| Sholem Aleichem | Sholom Aleichem                          | 50° 92' N   | 90° 48' W   | 196                       |
| Sibelius        | Jean Sibelius                            | 49° 50' S   | 145° 37' W  | 94                        |
| Simonides       | Simonide                                 | 29° 13' S   | 44° 85' W   | 87                        |
| Sinan           | Sinan                                    | 15° 46' N   | 30° 59' W   | 134                       |
| Smetana         | Bedřich Smetana                          | 48° 25' S   | 70° 17' W   | 191                       |
| Snorri          | Snorri Sturluson                         | 9° 17' S    | 83° 24' W   | 21                        |
| Sontag          | Susan Sontag                             | 36° 59' N   | 193° 34' W  | 41                        |
| Sophocles       | Sophocle                                 | 6° 95' S    | 146° 04' W  | 142                       |
| Sor Juana       | Sor Juana Inés de la Cruz                | 50° 51' N   | 25° 59' W   | 102                       |
| Sōseki          | Natsume Sōseki                           | 39° 31' N   | 38° 77' W   | 92                        |
| Sōtatsu         | Tawaraya Sōtatsu                         | 48° 73' S   | 18° 17' W   | 157                       |
| Sousa           | John Philip Sousa                        | 46° 69' N   | 0° 63' E    | 138                       |
| Spitteler       | Carl Spitteler                           | 69° 18' S   | 60° 26' W   | 67                        |
| Steichen        | Edward Steichen                          | 12° 79' S   | 77° 04' E   | 196                       |
| Stevenson       | Robert Louis Stevenson                   | 2° 05' N    | 143° 88' W  | 134                       |
| Stieglitz       | Alfred Stieglitz                         | 72° 54' N   | 67° 63' E   | 100                       |
| Stoddart        | Margaret Stoddart (en)                   | 12° 17' S   | 85° 66' W   | 155                       |
| Strauss         | Famille Johann Strauss                   | 70° 42' N   | 285° 53' E  | 17                        |
| Stravinsky      | Igor Stravinsky                          | 51° 95' N   | 78° 90' W   | 129                       |
| Strindberg      | August Strindberg                        | 53° 41' N   | 136° 67' W  | 189                       |
| Sullivan        | Louis Sullivan                           | 16° 19' S   | 86° 88' W   | 153,23                    |
| Sūr Dās         | Surdas                                   | 46° 98' S   | 43° 57' W   | 131                       |
| Surikov         | Vassily Sourikov                         | 36° 98' S   | 124° 90' W  | 224                       |
| Sveinsdóttir    | Júlíana Sveinsdóttir                     | 2° 83' S    | 100° 32' E  | 212,79                    |

## T
| Nom           | Éponyme               | Coordonnées | Coordonnées | Diamètre de l'impact (km) |
| ------------- | --------------------- | ----------- | ----------- | ------------------------- |
| Takanobu      | Fujiwara Takanobu     | 30° 66' N   | 108° 56' W  | 72                        |
| Takayoshi     | Fujiwara no Takayoshi | 37° 23' S   | 163° 82' W  | 136                       |
| Tansen        | Tansen                | 4° 11' N    | 71° 67' W   | 27                        |
| Thākur        | Rabindranath Tagore   | 3° 05' S    | 64° 57' W   | 111                       |
| Theophanes    | Théophane             | 5° 02' S    | 142° 78' W  | 46                        |
| Thoreau       | Henry David Thoreau   | 5° 94' N    | 132° 64' W  | 72                        |
| Tintoretto    | Le Tintoret           | 47° 99' S   | 22° 95' W   | 94                        |
| Titian        | Titien                | 3° 69' S    | 42° 53' W   | 109                       |
| To Ngoc Van   | To Ngoc Van           | 52° 49' N   | 111° 70' W  | 71                        |
| Tolkien       | J. R. R. Tolkien      | 88° 82' N   | 148° 92' E  | 50                        |
| Tolstoj       | Léon Tolstoï          | 16° 23' S   | 164° 64' W  | 355                       |
| Traba         | Marta Traba           | 5° 56' N    | 117° 53' W  | 61                        |
| Travers       | Pamela L. Travers     | 28° 0' S    | 329° 10' W  | 164                       |
| Truffaut      | François Truffaut     | 13° 49' N   | 63° 21' W   | 79                        |
| Tryggvadóttir | Nína Tryggvadóttir    | 89° 55' N   | 171° 56' W  | 31                        |
| Ts'ai Wen-chi | Cai Wenji             | 23° 47' N   | 23° 15' W   | 124                       |
| Ts'ao Chan    | Cao Xueqin            | 13° 31' S   | 142° 35' W  | 110                       |
| Tsurayuki     | Ki no Tsurayuki       | 62° 99' S   | 20° 34' W   | 83                        |
| Tung Yüan     | Dong Yuan             | 75° 02' N   | 62° 83' W   | 60,46                     |
| Turgenev      | Ivan Tourgueniev      | 65° 68' N   | 136° 26' W  | 136                       |
| Tyagaraja     | Tyagaraja             | 3° 89' N    | 148° 90' W  | 97                        |

## U
| Nom       | Éponyme   | Coordonnées | Coordonnées | Diamètre de l'impact (km) |
| --------- | --------- | ----------- | ----------- | ------------------------- |
| Unkei     | Unkei     | 31° 79' S   | 62° 60' W   | 121                       |
| Ustad Isa | Ustad Isa | 31° 91' S   | 166° 11' W  | 138                       |

## V
| Nom             | Éponyme                      | Coordonnées | Coordonnées | Diamètre de l'impact (km) |
| --------------- | ---------------------------- | ----------- | ----------- | ------------------------- |
| Vālmiki         | Vâlmîki                      | 23° 58' S   | 141° 41' W  | 210                       |
| Van Dijck       | Antoine Van Dyck             | 75° 80' N   | 166° 63' W  | 101,53                    |
| Van Eyck        | Jan van Eyck                 | 43° 22' N   | 159° 43' W  | 271                       |
| Van Gogh        | Vincent van Gogh             | 76° 88' S   | 138° 68' W  | 99                        |
| Varma           | Ravi Varmâ                   | 80° 04' N   | 18° 97' W   | 30                        |
| Vazov           | Ivan Vazov                   | 65° 40' S   | 212° 33' W  | 33                        |
| Velázquez       | Diego Vélasquez              | 37° 59' N   | 55° 43' W   | 128                       |
| Verdi           | Giuseppe Verdi               | 64° 36' N   | 169° 71' W  | 145                       |
| Veronese        | Paul Véronèse                | 5° 30' N    | 55° 95' W   | 45                        |
| Vieira da Silva | Maria Helena Vieira da Silva | 1° 54' N    | 123° 41' W  | 274                       |
| Villa-Lobos     | Heitor Villa-Lobos           | 5° 27' N    | 6° 79' E    | 67                        |
| Vincente        | Gil Vicente                  | 56° 75' S   | 142° 96' W  | 108                       |
| Vivaldi         | Antonio Vivaldi              | 13° 76' N   | 85° 92' W   | 213                       |
| Vlaminck        | Maurice de Vlaminck          | 28° 48' N   | 13° 51' W   | 82                        |
| Vonnegut        | Kurt Vonnegut                | 82° 72' N   | 249° 91' W  | 26,61                     |
| Vyāsa           | Vyāsa                        | 49° 79' N   | 84° 62' W   | 297                       |

## W
| Nom           | Éponyme          | Coordonnées | Coordonnées | Diamètre de l'impact (km) |
| ------------- | ---------------- | ----------- | ----------- | ------------------------- |
| Wagner        | Richard Wagner   | 68° 25' S   | 114° 78' W  | 134                       |
| Wang Meng     | Wang Meng        | 8° 53' N    | 104° 12' W  | 165                       |
| Warhol        | Andy Warhol      | 2° 55' S    | 6° 27' W    | 91                        |
| Waters        | Muddy Waters     | 8° 96' S    | 105° 45' W  | 15                        |
| Wen Tianxiang | Wen Tianxiang    | 45° 34' S   | 191° 60' W  | 166,42                    |
| Wergeland     | Henrik Wergeland | 37° 93' S   | 56° 36' W   | 42                        |
| We'wha        | We'wha           | 42° 57' S   | 151° 32' W  | 56                        |
| Whitman       | Walt Whitman     | 41° 40' N   | 11° 64' W   | 64                        |
| Wren          | Christopher Wren | 24° 84' N   | 35° 95' W   | 204                       |
| Wu Shujuan    | Wu Shujuan       | 70° 80' S   | 346° 73' W  | 109                       |

## X
| Nom       | Éponyme   | Coordonnées | Coordonnées | Diamètre de l'impact (km) |
| --------- | --------- | ----------- | ----------- | ------------------------- |
| Xiao Zhao | Xiao Zhao | 10° 58' N   | 123° 84' E  | 24                        |

## Y
| Nom        | Éponyme              | Coordonnées | Coordonnées | Diamètre de l'impact (km) |
| ---------- | -------------------- | ----------- | ----------- | ------------------------- |
| Yamada     | Kōsaku Yamada        | 82° 54' N   | 136° 16' E  | 17,1                      |
| Yeats      | William Butler Yeats | 9° 44' N    | 35° 03' W   | 92                        |
| Yoshikawa  | Eiji Yoshikawa       | 81° 21' N   | 106° 03' E  | 30                        |
| Yun Son-Do | Yun Seondo           | 73° 49' S   | 110° 08' W  | 76                        |

## Z
| Nom   | Éponyme        | Coordonnées | Coordonnées | Diamètre de l'impact (km) |
| ----- | -------------- | ----------- | ----------- | ------------------------- |
| Zeami | Zeami Motokiyo | 2° 96' S    | 147° 41' W  | 129                       |
| Zola  | Émile Zola     | 49° 75' N   | 178° 25' W  | 70                        |